# Мен (штат)

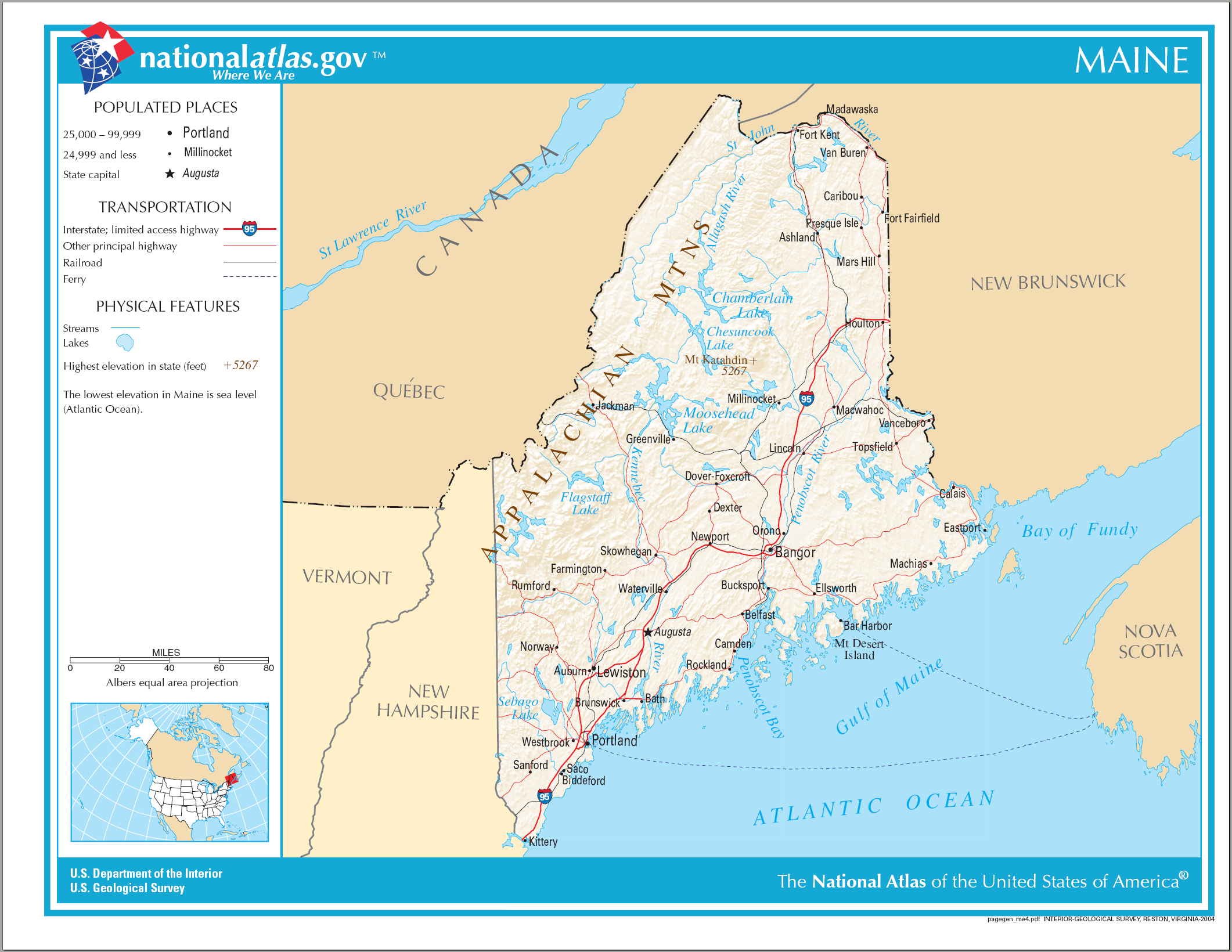
Мапа штату Мен

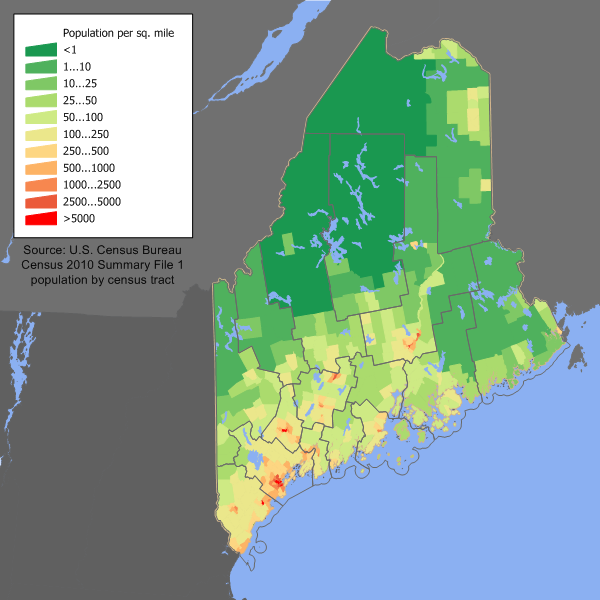
Густота населення

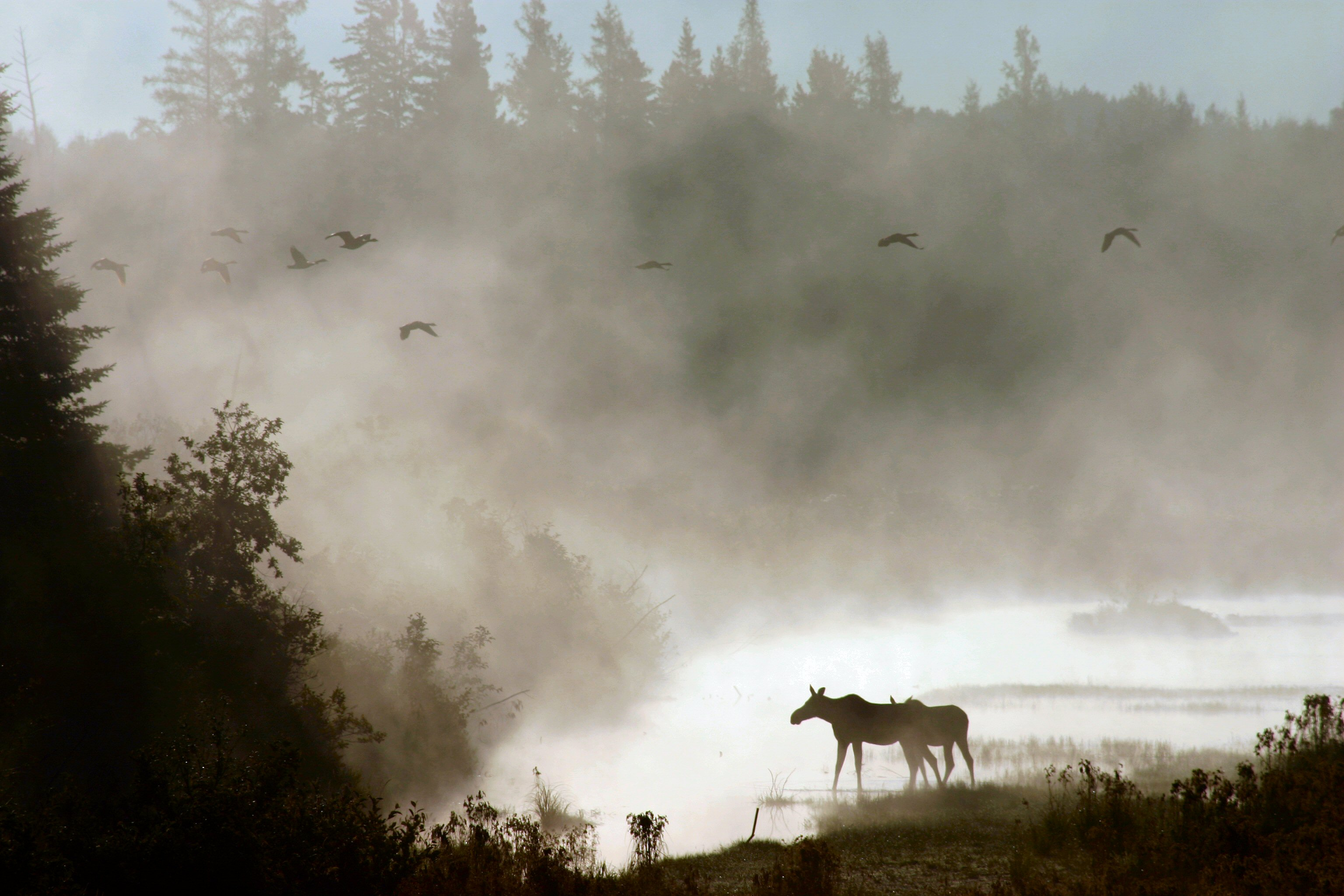

Мен (англ. Maine МФА: [meɪ̯n]) — штат на північному сході США, на Атлантичному узбережжі; найбільший штат Нової Англії; площа 86,2 тис. км², населення 1 328 188 осіб (41-е місце серед штатів США; дані за 2011 рік). Адміністративний центр Огаста, головні міста й порт Портленд, Льюїстон, Бангор; височини й гори (Аппалачі), узбережжя низовинне; близько 83 % території — ліс.
Першими мешканцями території штату були люди, які розмовляли алгонкінськими мовами. Перше європейське поселення в Мені було засновано французами в 1604 році на острові Святого Хреста (Saint-Croix). Перше англійське поселення було створене Плімутською компанією в 1607 році. Незважаючи на суворий клімат і конфлікти з місцевим населенням, кількість англійських поселень на узбережжі штату постійно зростала. До часу реєстрації штату в XVIII столітті збереглася лише половина європейських поселень. Патріоти та британські війська утримували територію під час війни за незалежність і Англо-американської війни. До 1820 року штат належав Массачусетсу, а, внаслідок Міссурійського компромісу, став вільним двадцять третім штатом.
Офіційне прізвисько — «Сосновий штат».

## Історія
Заселення території штату Мен європейцями почалося в 1607 році під контролем Plymouth Company. Земельний патент 1622 регламентував створення Провінції Мен. Назва, ймовірно, походить від назви французької провінції Мен.
Під час війни за незалежність і війни 1812 року Мен контролювався англійцями. Як окремий штат Мен існує з 1820 року, до цього його території були частиною штату Массачусетс.

## Географія
Площа 91 646 км². Адміністративний центр — місто Огаста; найбільше місто і порт — Портленд. Велика частина території зайнята відрогами Аппалачів (висотою до 1606 м — гора Катадін). Клімат помірний вологий. Середня температура січня близько 5 °C, липня 15-18 °C. Опадів близько 1000 мм в рік. Понад половину території покрито лісами. Багато озер і порожистих річок, багатих гідроенергією (потужність електростанцій понад 1,5 ГВт в 1973). Важлива галузь — сільське господарство. Ферми, в основному дрібні, займають 18 % території штату. 65 % товарної продукції сільського господарства дає тваринництво (1971). Поголів'я великої рогатої худоби (1972) 142 тис., у тому числі 66 тис. дійних корів. Мен займає перше місце в США за зборами картоплі (основний район — долина річки Арустук). Велике значення мають лісозаготівлі, деревообробна та особливо целюлозно-паперова промисловість. Розвинуті також шкіряно-взуттєва, текстильна, швейна промисловість, виробництво текстильних та взуттєвих машин. Суднобудування. На узбережжі — рибальство і рибоконсервна промисловість. В обробній промисловості 103 тис. зайнятих (1971).

## Економіка
Виробництво: целюлозно-паперова промисловість, лісові господарства, вирощування картоплі, кормових трав, птахівництво, рибальство, пороми до Канади, водні види спорту.

## Населення
За даними Бюро перепису населення США, станом на 1 липня 2011 року населення штату Мен становить 1 328 188 мешканців; приріст у порівнянні з показником перепису 2010 року склав −0,01 %. Щільність населення становить 14,49 чол./км². За даними перепису 2010 року расовий склад штату наступний: білі (94,4 %), афроамериканці (1,1 %), корінні американці (0,6 %), азійці (1 %), інші раси (0,1 %), 2 і більше раси (1,4 %). Близько 1,3 % населення складають латиноамериканці. Біле населення головним чином англійського (30,6 %), франкоканадского (25 %), ірландського (18,3 %), німецького (8,3 %), італійського (5,8 %) і шотландського (4,8 %) походження.
За даними перепису 2000 року, 92,25 % населення штату Мен вдома говорить англійською. Крім того, у штаті найвищий відсоток франкомовного населення серед усіх штатів країни: близько 5,28 % населення вдома розмовляє французькою (у порівнянні з 4,68 % населення Луїзіани).
Динаміка чисельності населення:
- 1950: 913 774 осіб
- 1960: 969 265 осіб
- 1970: 992 048 осіб
- 1980: 1 124 660 осіб
- 1990: 1 227 928 осіб
- 2000: 1 274 923 осіб
- 2010: 1 328 361 осіб[6]

### Релігія
Нижче наведено релігійну приналежність населення штату Мен:
- християни — 82 %
  - протестанти — 45 %
    - баптисти (здебільшого Американська баптистська церква США[en] — 16 %
    - методисти (здебільшого Об'єднана методистська церква з 31 689 членами)[7] — 9 %
    - Єпископальна церква — 8 %
    - Об'єднана церква Христа[en] (29 122 членів)[7] / Congregational — 8 %
    - п'ятидесятники — 6 %
    - лютерани — 3 %
    - Інші протестанти — 10 %

  - римо-католики (283 024 членів)[7] — 37 %
  - Інші християни — 1 %
- Інші релігії — 1 %
- Невіруючі — 17 %

У дослідженні 2010 року говориться, що Мен був найменш релігійним штатом США.
Мовний склад населення (2010)  [Архівовано 1 грудня 2007 у Wayback Machine.]
| Мови           | Частка людей старше 5 років, % |
| -------------- | ------------------------------ |
| Англійська     | 92,91                          |
| Французька     | 3,93                           |
| Іспанська      | 0,95                           |
| Німецька       | 0,31                           |
| Російська      | 0,19                           |
| Китайська      | 0,18                           |
| Кушитські мови | 0,14                           |
| В'єтнамська    | 0,12                           |
| Алгонкінська   | 0,10                           |
| Арабська       | 0,08                           |
| інші           | 1,09                           |

## Відомі люди
- Стівен Кінг — уродженець Портленда. Культовий американський письменник. У багатьох його книгах події відбуваються саме в штаті Мен.
- Генрі Лонгфелло — американський поет.
- Кейт Дуглас Віджин
- Едвард Робісон
- Една Сент
- Вінсент Мілей
- Саманта Рід Сміт

## Особливості
Національний парк Акадія, включаючи Бар Харбор і острів Маунт Дезерт, державний парк Бакстер і багато іншого.